# Vladimir Makovski
Pour les articles homonymes, voir Makovski.
Vladimir Egorovitch Makovski (en russe Владимир Егорович Маковский), né le 7 février 1846 à Moscou et mort le 21 février 1920 à Petrograd (aujourd'hui Saint-Pétersbourg), est un peintre de genre réaliste, portraitiste et collectionneur russe.

## Biographie
Vladimir Makovski est le fils d'Egor Ivanovitch Makovski, collectionneur d'art et l'un des fondateurs de l'École de peinture, de sculpture et d'architecture de Moscou. Sa mère est d'origine germano-balte. Il a deux frères Nicolas et Constantin et une sœur Alexandra qui furent tous des peintres renommés de leur époque. Il prit des leçons avec Vassili Tropinine. Il réalisa sa première toile à quinze ans, Garçon vendeur de kvas. Vladimir devient membre des ambulants, après avoir terminé l'école de peinture, de sculpture et d'architecture de Moscou en 1869, où il fut entre autres l'élève de Vassili Zarianko, d'Eugraphe Sorokine et de Tropinine.
Il prend l'enfance pour thème, après la naissance de son fils Alexandre en 1869 et Tretiakov lui achète ses premiers tableaux pour sa galerie. Il est nommé académicien en 1873 avec son tableau Les Amateurs de rossignol qui est exposé à l'exposition internationale de Vienne. Il s'attire l'admiration de Dostoïevski. Makovski enseigne à l'école de peinture, sculpture et architecture de 1882 à 1894 et de 1894 à 1918 à l'Académie impériale des beaux-arts de Saint-Pétersbourg, dont il devient recteur en 1895. Il fait un portrait officiel de l'impératrice Maria Fiodorovna en 1885.
Il est enterré au cimetière Volkovo.
Il a eu notamment pour élève Sergueï Vinogradov.

### Famille
Son fils Alexandre Makovski, ses frères Constantin et Nikolaï et sa sœur Alexandra Makovskaïa sont également des peintres réputés.

Œuvres de Vladimir Makovski
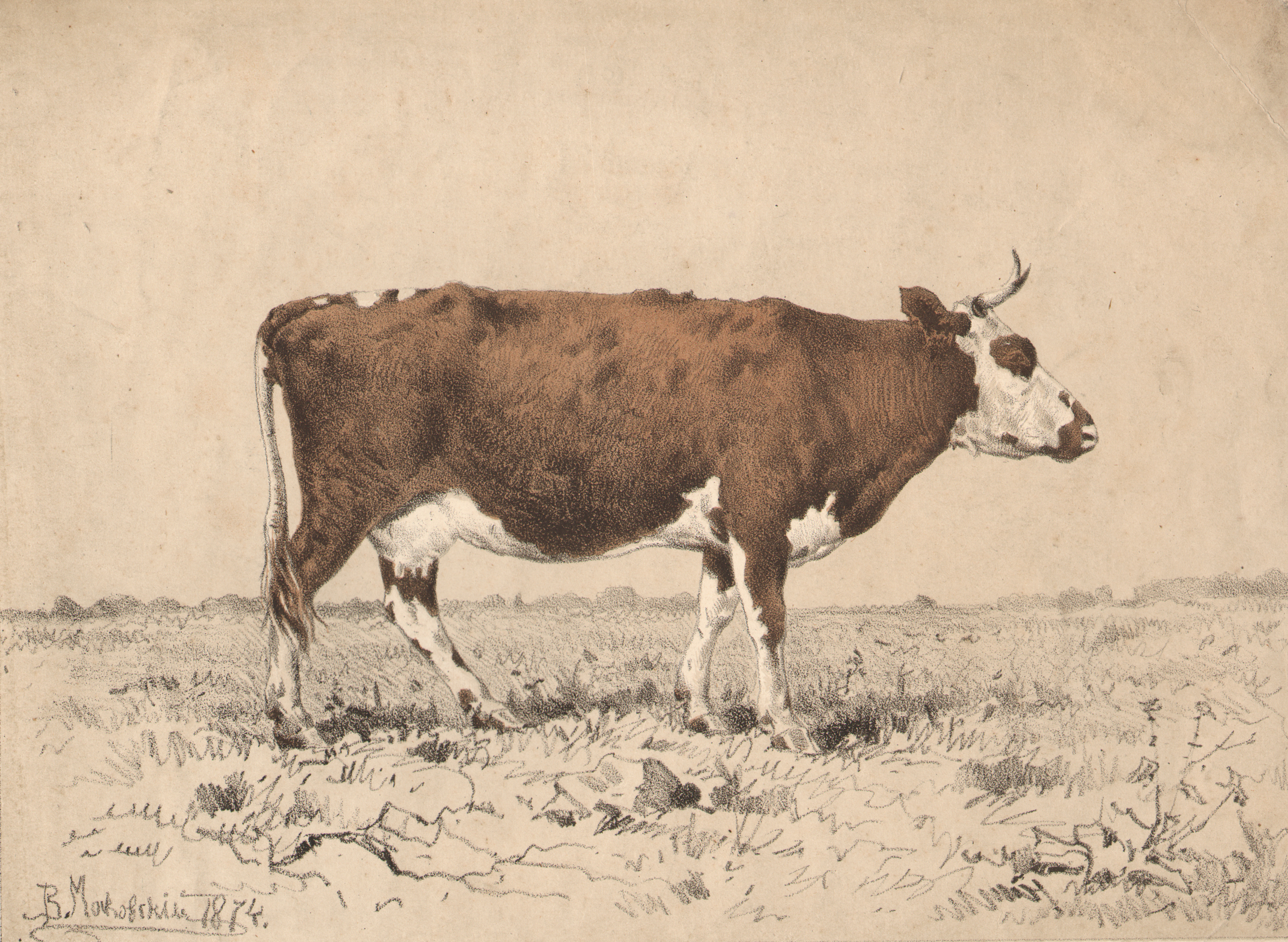
La Vache (1874) Lithographie.
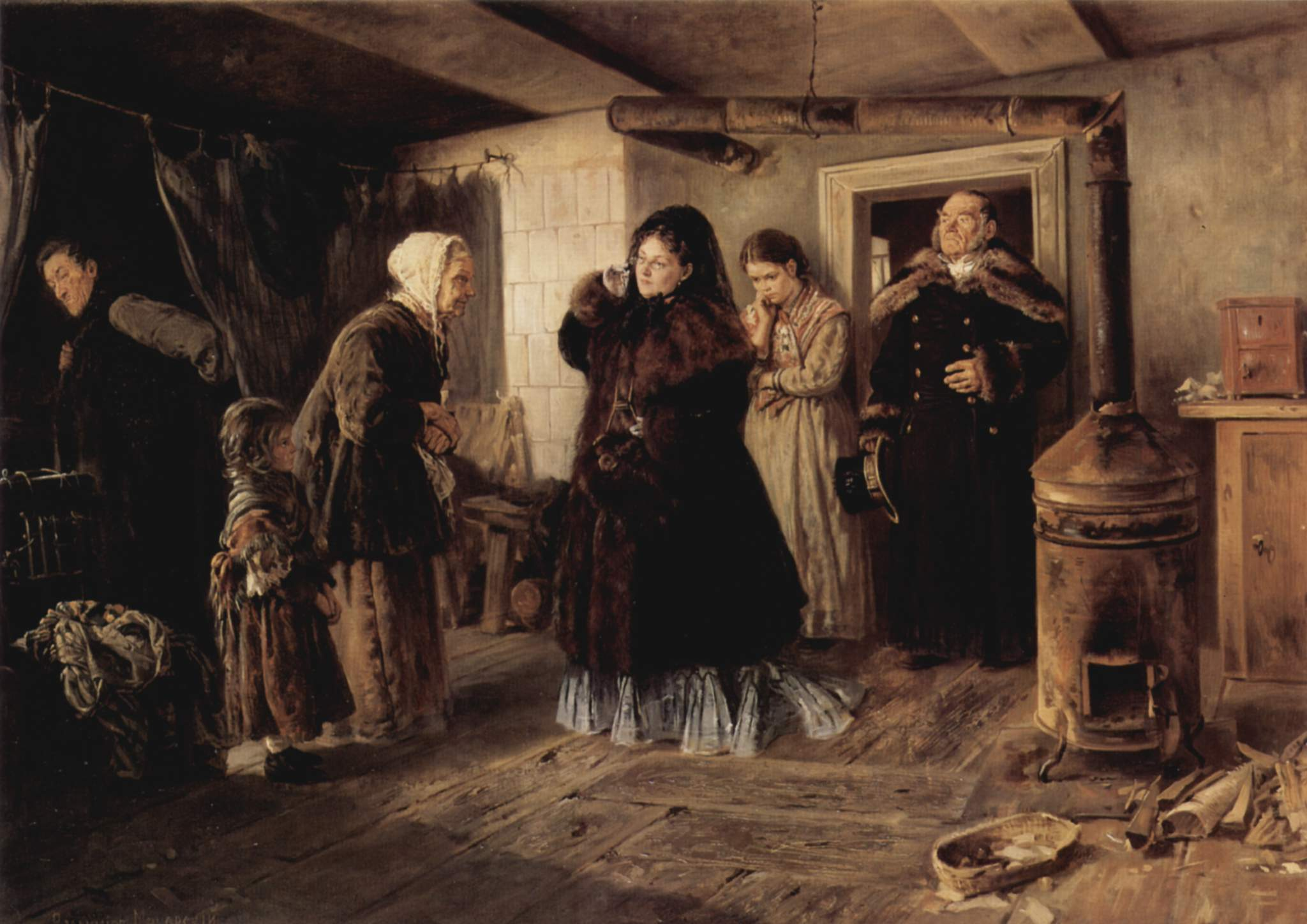
Philanthropes (1874).
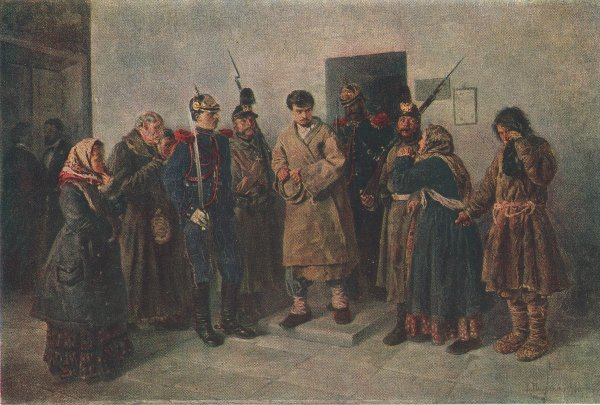
Le Détenu (1879).
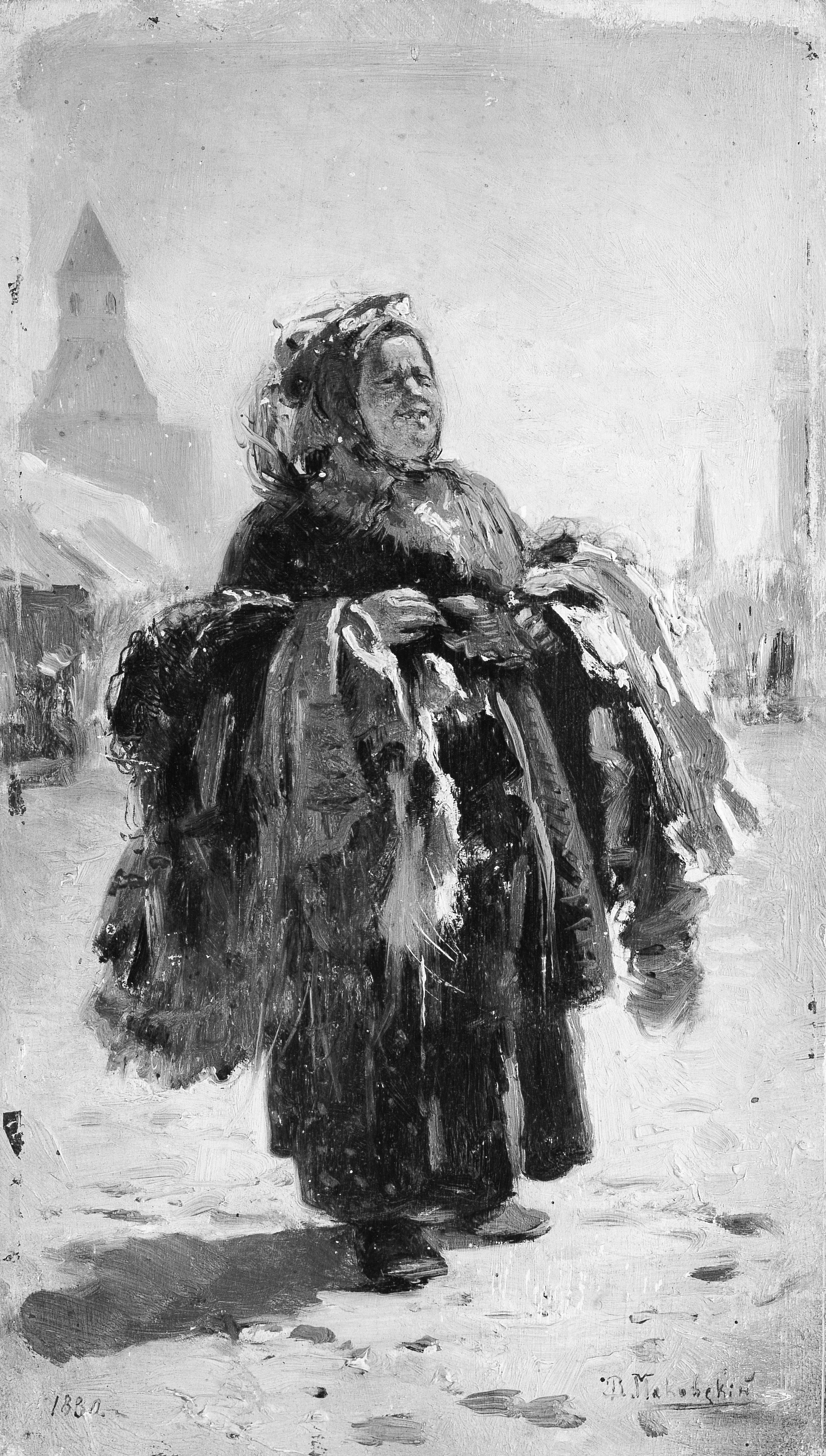
Le Colporteur (1880).
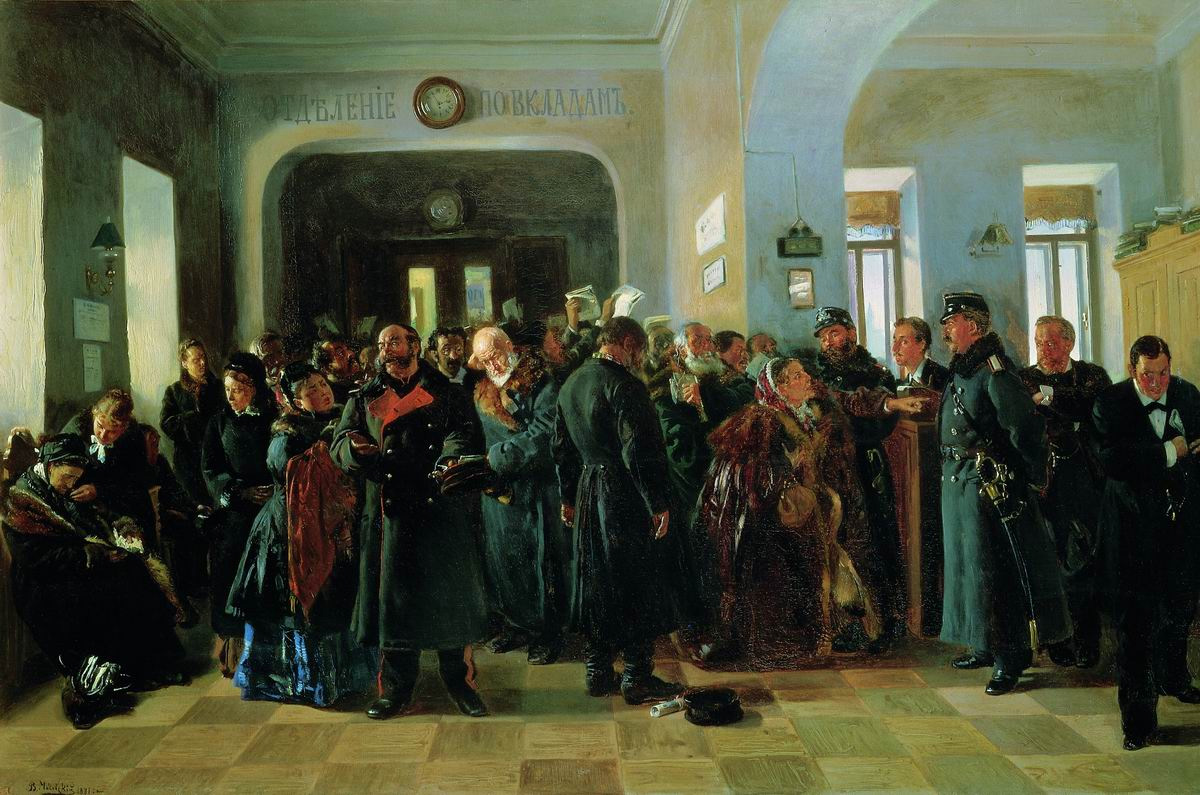
La Banqueroute (1881).
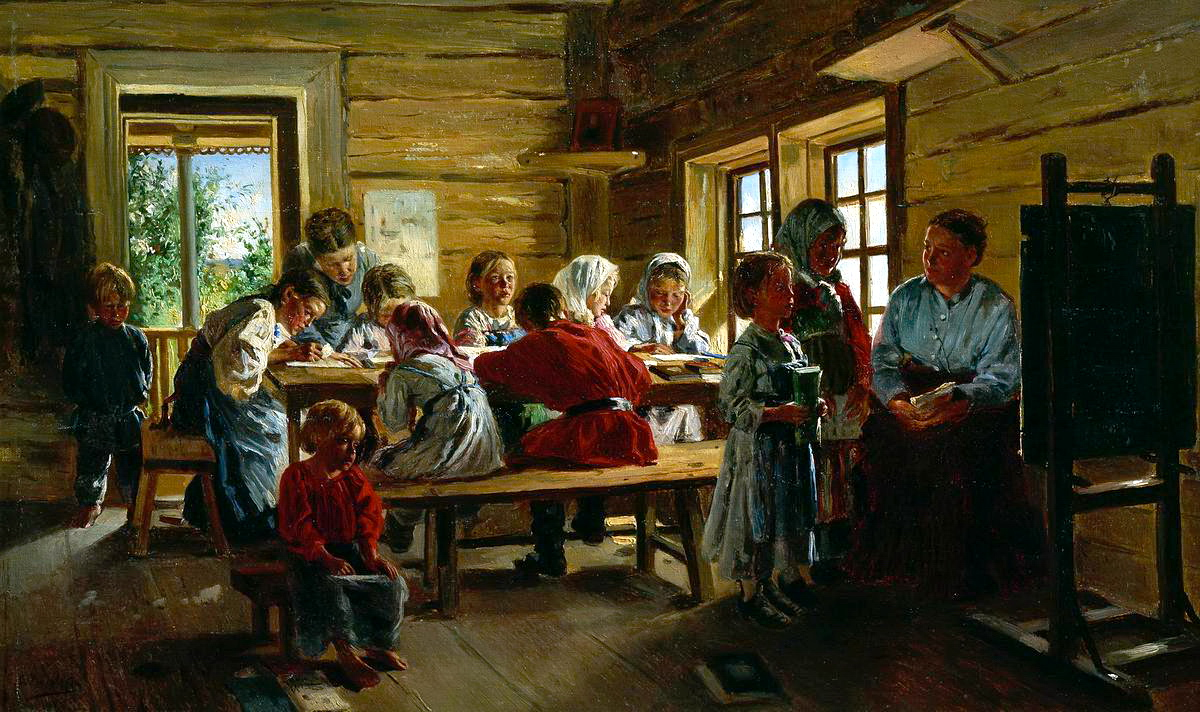
L'école du village (1883).
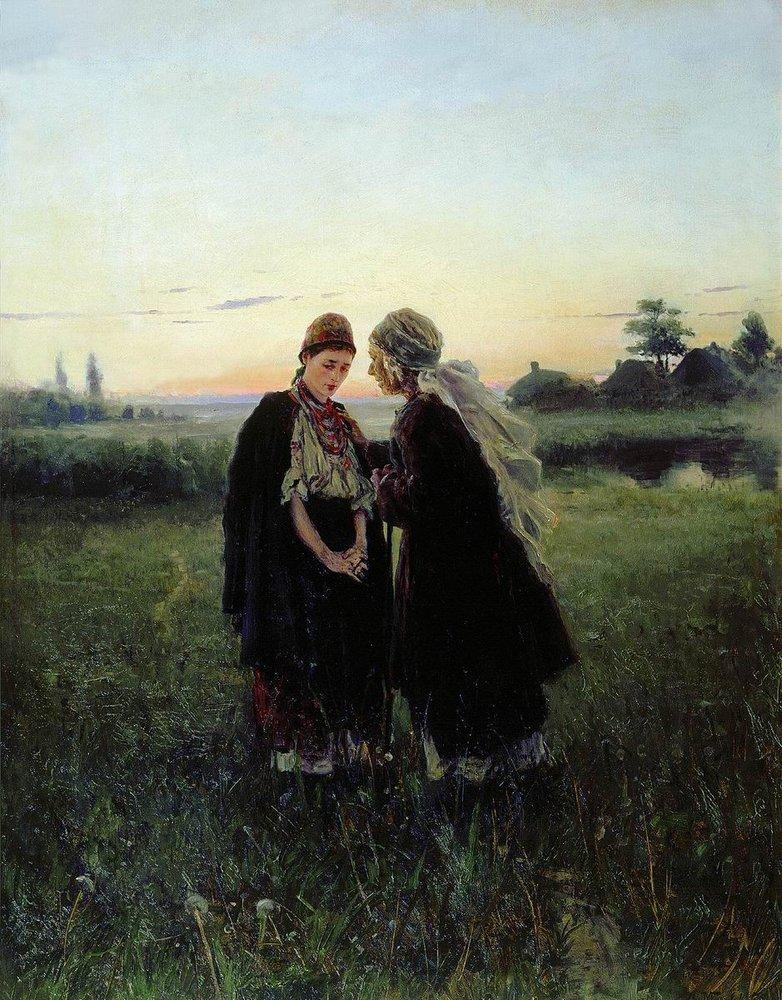
Mère et fille (1886).
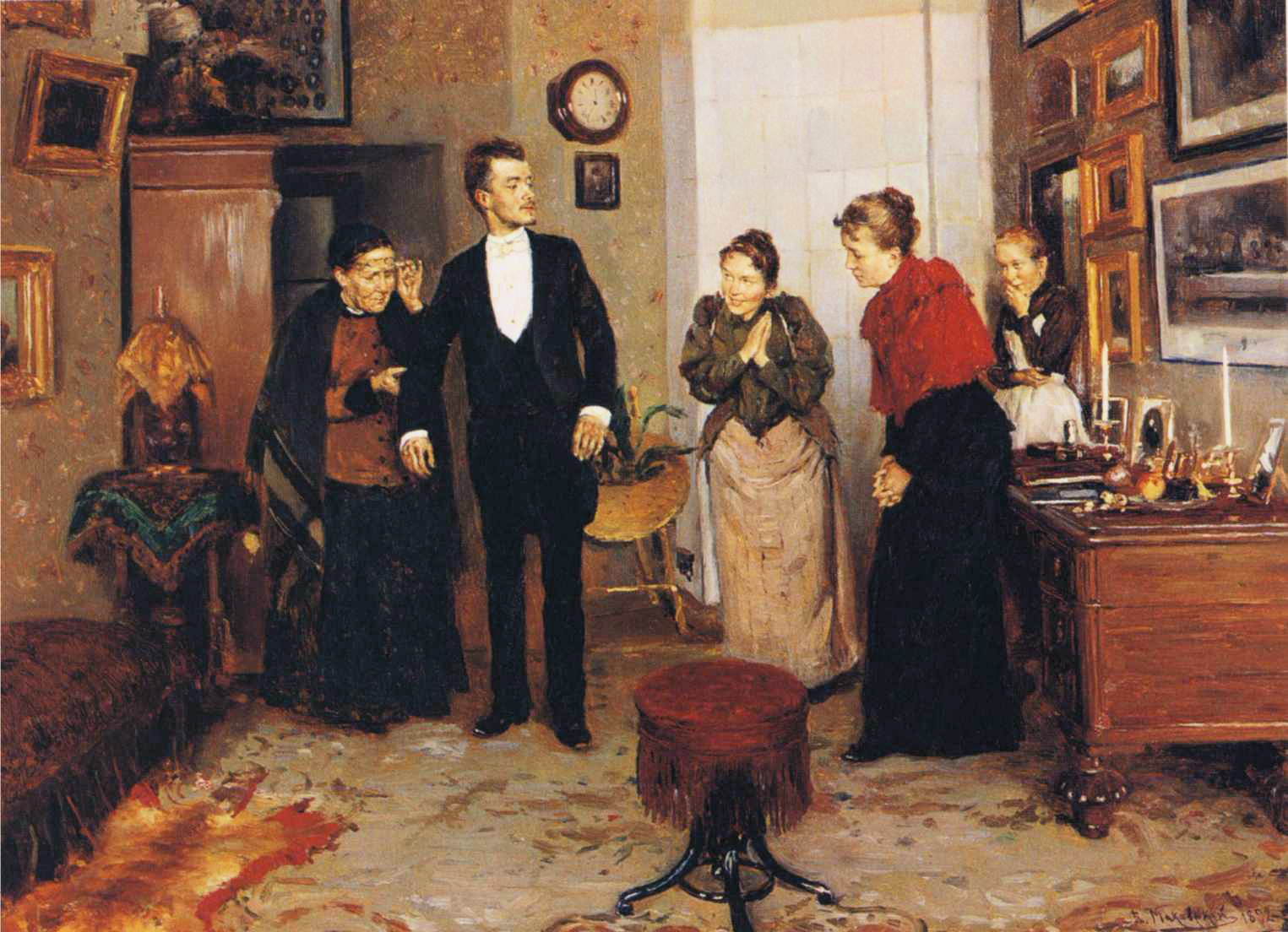
Son premier habit (1892).
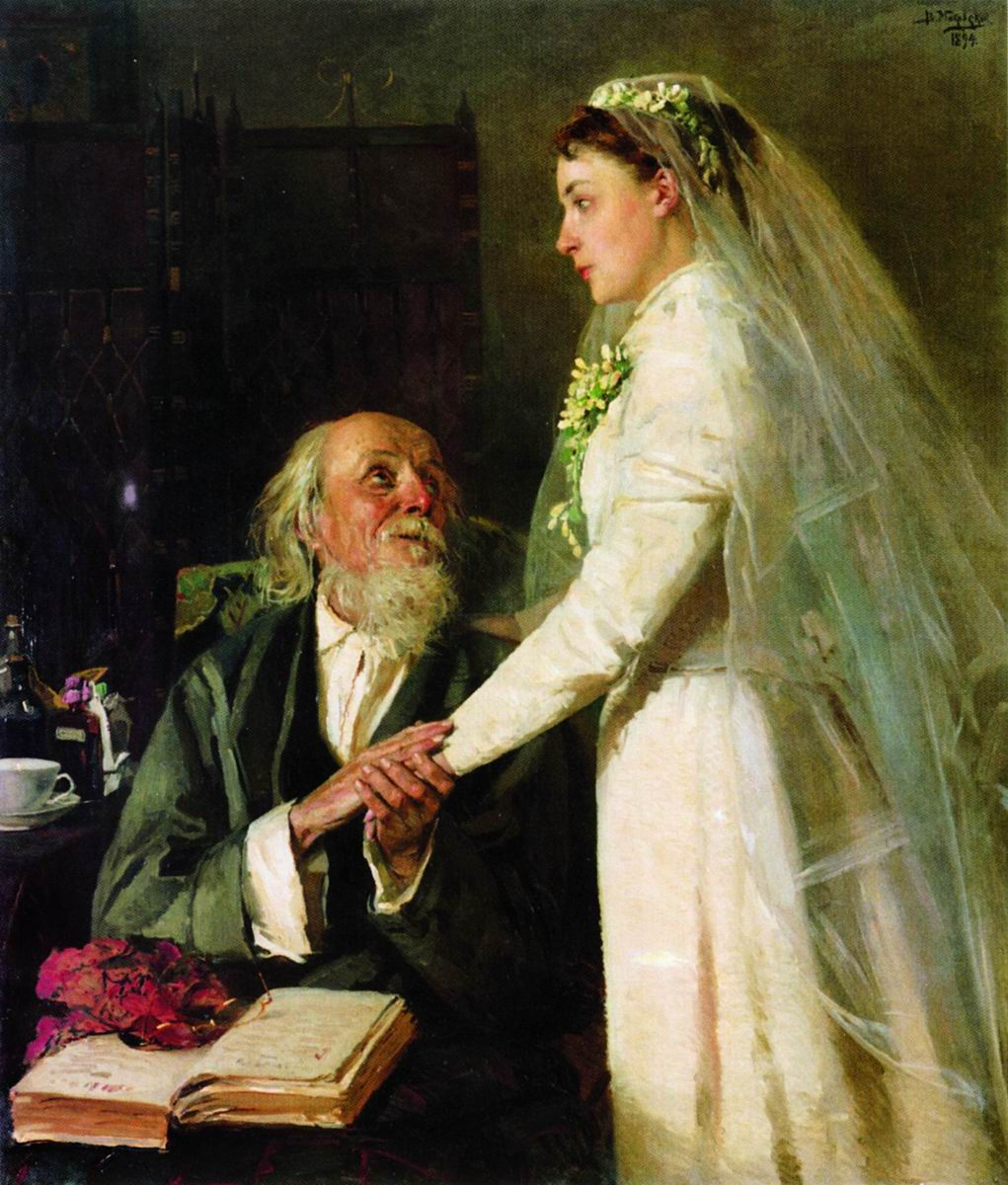
Au revoir Papa (1894).
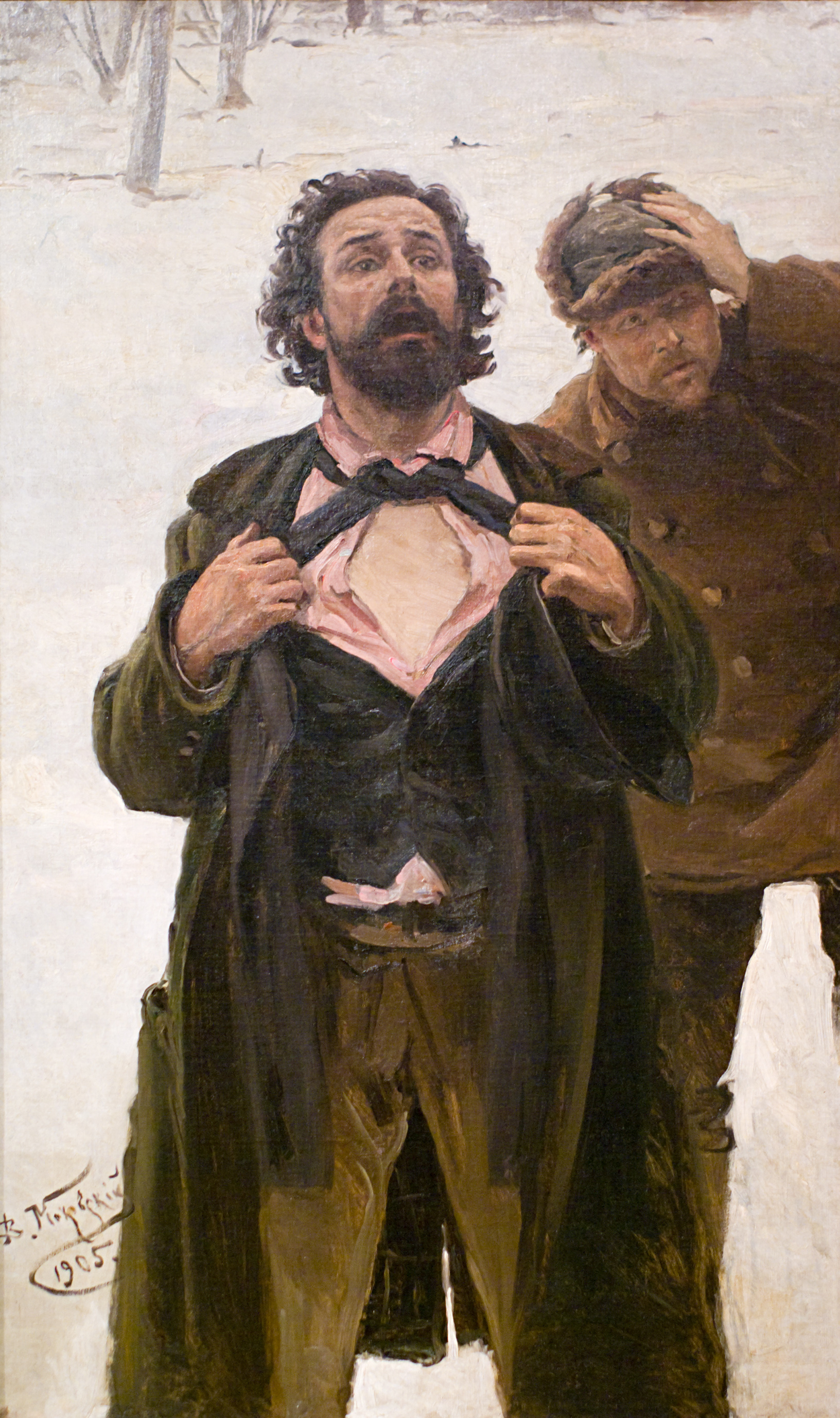
Le Dimanche rouge (1905).